# José de Urrutia y de las Casas
José de Urrutia y de las Casas (Zalla, Vizcaya, 19 de noviembre de 1739 - Madrid, 1 de marzo de 1803) fue un militar español.
Desarrolló una importante labor cartográfica en Nueva España durante el reinado de Carlos III. Destacó especialmente en el reinado de Carlos IV, por haber sido Capitán General de Cataluña durante la última parte de la Guerra del Rosellón (1793-1795) y posteriormente también de Extremadura. Fue comendador de la Orden de Calatrava, caballero de cuarta clase de la Orden de San Jorge de Rusia, caballero con cruz de la Orden de Carlos III y capitán general de los Reales Ejércitos, entre otros cargos y distinciones.

## Biografía

### Primeros años
Nacido el día 19 de noviembre de 1739 en Zalla, Vizcaya (España) y bautizado el mismo día en la iglesia parroquial de La Herrera siendo su padrino su tío abuelo Sebastián de la Cuadra y Llarena, marqués de Villarías y madrina su abuela materna, María de la Cuadra. Sus padres fueron Feliciano de Urrutia y Zamitiz, coronel de la Guardia valona, y Agustina de las Casas y de la Cuadra. Sus hermanos fueron Antonio, heredero del mayorazgo; Ramón, funcionario en el Perú; Joaquín, arcediano de la catedral de Palencia; Nicolás, coronel de infantería y Juan Manuel, capitán de infantería. Su tío materno fue Manuel Antonio de las Casas y de la Cuadra, secretario del Rey e Intendente General de Marina.
Perteneciente a la casa de Urrutia, rama de Gordejuela, una de las más importantes de Las Encartaciones de Vizcaya, dicen los testigos de los muchos expedientes de nobleza conservados en la Real Chancillería de Valladolid, no sólo que esta casa dio "a los más valientes militares" sino que "se señala y denota su gran antigüedad e principalidad por ser, como es, casa torre antiquísima y de armas y apellido y a ver andado siempre de mayor en mayor por vía de mayorazgo". Esta familia fundó el mayorazgo de Urrutia de Avellaneda a finales del siglo XV, extendiéndose por Sopuerta, Valmaseda, Zalla, Galdames, Gordejuela, etc. Su bisabuelo fue Antonio de Urrutia Salazar (1625-1692), alcalde de Zalla y síndico y teniente general de Las Encartaciones, del cual se conserva la escultura orante más importante de Vizcaya, y constructor del palacio y capilla de la Mella. La muerte del primo hermano del padre del general, Juan José de Urrutia y San Cristóbal, hace que aquel herede los mayorazgos, convirtiéndose en X Señor de Urrutia de Avellaneda, XIV Señor de Villa, XV Señor de Achuriaga, XIII Señor de la Torre de Avellaneda, XIX Señor de la de Garay del Hoyo, IV Patrono de la Capilla de la Mella y IV Patrono de la Ermita de San Roque de Menagaray, que a su muerte recaerán en el hermano mayor del General Urrutia.
Estudió en su juventud en la villa de Valmaseda y después entró en la Academia Militar de Matemáticas de Barcelona. Ingresó en el ejército el 6 de abril de 1755 y se convirtió en cadete en el Regimiento de Infantería de Murcia. Obtuvo el título de subteniente cinco años después en el Regimiento de Guadalajara. En 1764 embarcó para México con el Regimiento de Valencia.
|                           |
| Palacio Urrutia en Zalla. |

|                               |
| Palacio Urrutia en Valmaseda. |

### Virreinato de Nueva España (1764- 1770)
Terminada la Guerra de los Siete Años, España pretendió reorganizar sus ejércitos en el Virreinato de Nueva España, dadas las nuevas condiciones creadas por el fin de la guerra y la nueva vecindad con las colonias británicas. Buscando militares para acompañar al marqués de Rubí a una expedición a las posiciones españolas más septentrionales del Virreinato mexicano, el virrey de la Nueva España, el marqués Carlos Francisco de Croix, nombró a Urrutia ingeniero para que acompañase a Rubí en la expedición. El cartógrafo subteniente Urrutia partió con la expedición el 6 de marzo de 1766 por El Camino Real de Tierra Adentro, estuvo en Zacatecas, Durango, de ahí continuó a Chihuahua, El Paso y Santa Fe de Nuevo México, levantando también planos de estos dos últimos presidios. A su regreso inspeccionó los presidios de San Buenaventura en Nueva Vizcaya y los seis presidios de Sonora. Cruzó la Sierra Madre, visitando presidios y guarniciones en Coahuila, Texas, Nuevo León y Nayarit. Por estos servicios a la Corona española se le nombró teniente.
Después fue destinado con el Visitador General de la Nueva España, José de Gálvez, a inspeccionar la región noroeste, que incluía Sonora, Sinaloa y la Baja California, con la finalidad de supervisar la expulsión de los jesuitas, mejorar las defensas de la región y preparar las expediciones al resto de Las Californias. En este sentido, colaboró en la creación del plano del puerto de San Blas, Bahía de la Paz y Puerto de Cortés y Bahía de San Bernabé, puertos vitales para la colonización de Las Californias.
De vuelta a México capital, el virrey le encomendó la obra pública hidráulica más importante de la ciudad, realizar los Planos del Real desagüe de Huehuetoca, para evitar inundaciones que asolaban la ciudad con el paludismo, que afectó a Urrutia durante las obras.

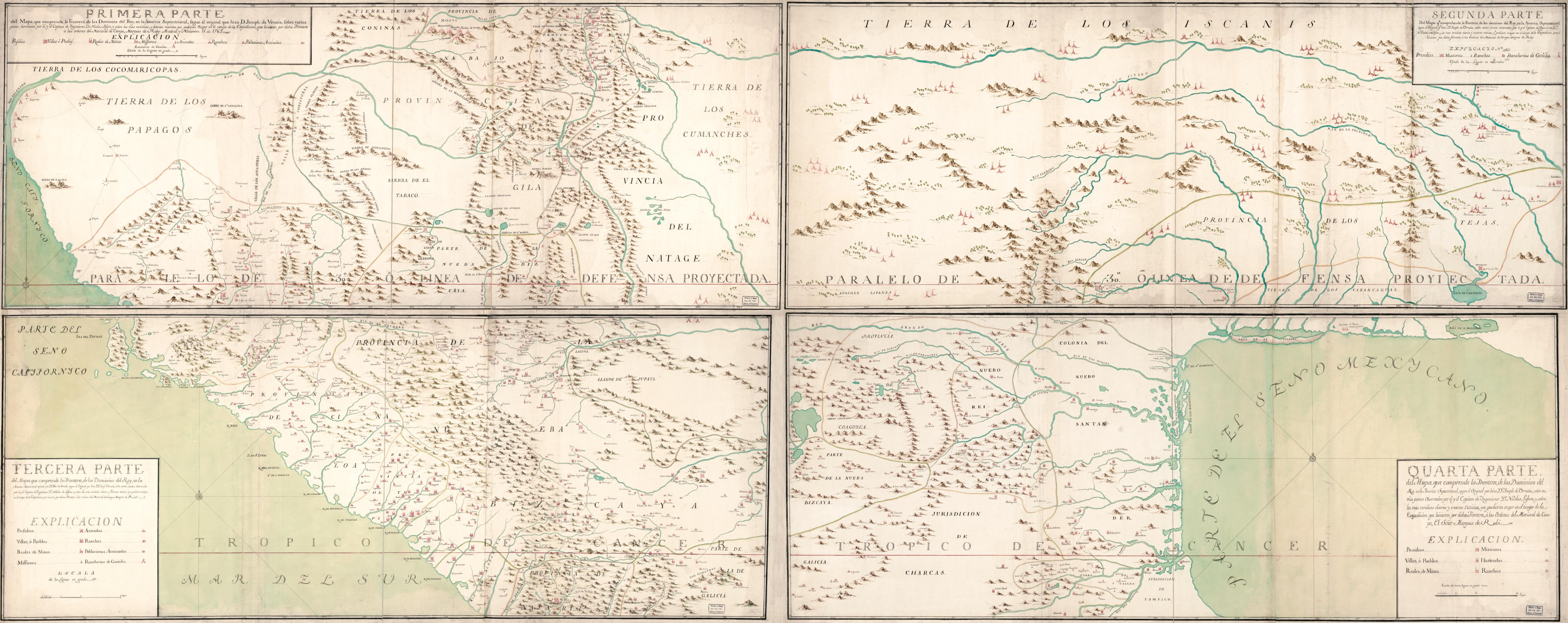
Mapa que comprende la frontera de los dominios del Rey en la America Septentrional, trazado por José de Urrutia y Nicolás de Lafora, 1769.

### Guerra anglo-española (1779-1783)
De vuelta en España, y tras dar cuentas al Rey de sus acciones en la frontera española de Norteamérica, es destinado a Canarias en 1770, donde debía participar en el levantamiento del plano de las Islas. Por enfermedad tuvo que retirarse a la Real Escuela Militar de Ávila, donde trabajó como profesor de Matemáticas bajo la dirección de Alejandro O'Reilly, tras rechazar un puesto de director en el ministerio de Guerra. Sintiéndose recuperado, y viendo la inminencia de la guerra entre España y Reino Unido (Guerra anglo-española (1779-1783)), marchó para tomar parte en el sitio de Gibraltar en 1779. Tras ser herido de un balazo mientras dirigía las obras de la batería de San Carlos, se retiró al hospital de Algeciras. Sin estar completamente recuperado, participó en la Toma de Menorca (1782) dirigida por el Duque de Crillon, donde encabezó un regimiento de granaderos, dirigiendo después la reparación del Castillo de San Antonio (Fornells). De allí le ordenaron volver a Gibraltar, donde luchó al frente de los atrincheramientos avanzados desde los cuales rechazó a los británicos y salvó a una columna francesa de caer prisionera. Firmada la paz con Gran Bretaña en 1783, fue ascendido a Comandante de Algeciras, desde donde realizó el trazado del mapa de las costas del estrecho. Después supervisó las obras del Canal de Castilla.

### Guerra Ruso-Turca (1787-1792)
Terminado su trabajo en el Canal de Castilla, que debía unir por vía fluvial la España interior con los puertos del norte, fue enviado como integrante de una comisión con misión política, diplomática y militar, para conocer los adelantos militares de los ejércitos europeos de la época. Visitó Prusia, Francia, Países Bajos, Austria, Suecia, Imperio Otomano y Reino Unido. En esta misión empleó cuatro años de su vida.
Pero su mayor vivencia la tuvo en Rusia, donde despertó importantes simpatías, de tal modo que le ofrecieron mandar una división del ejército ruso en la campaña que se iba a emprender en la Guerra Ruso-Turca (1787-1792). Su valor y sus conocimientos como ingeniero en los asaltos de la fortaleza de Ochákov, Palanca, Akerman y Bender y en la batalla de Izmaíl fueron muy comentados. Por su reconocida valía fue condecorado por el Mariscal General Potemkin siendo nombrado caballero de cuarta clase de la Orden de San Jorge, al tiempo que se le concedía la espada de oro al Mérito y el ascenso a general del Imperio ruso, aunque esto último no lo aceptó porque le obligaba a jurar servir a Rusia el resto de su vida militar.

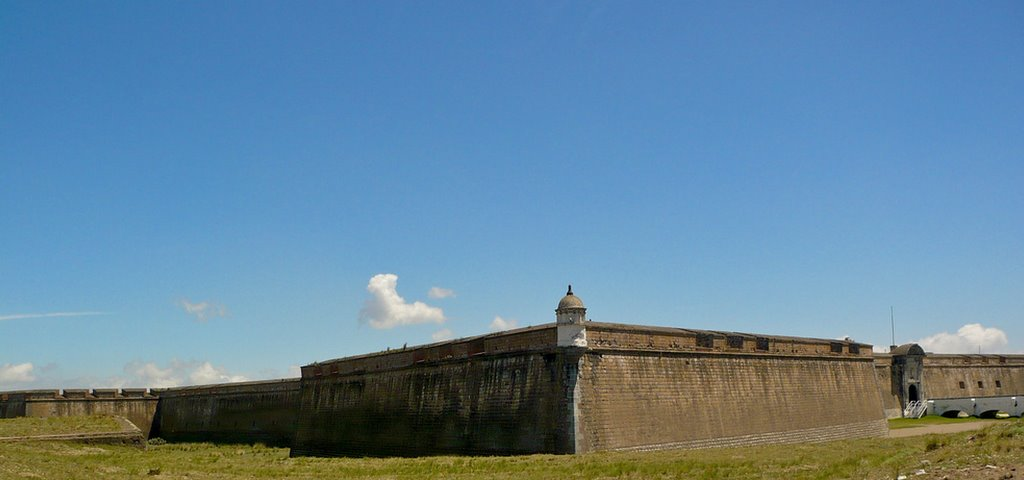
La Fortaleza de San Carlos de Perote, que Urrutia ayudó a diseñar.

De vuelta en España, pidió que se revisase su expediente militar, ya que únicamente ostentaba el título de brigadier del ejército español. El nuevo rey, Carlos IV, consideró oportuno ascenderle dados sus méritos, nombrándole mariscal de campo y destinándole a dirigir la guerra contra Marruecos que recientemente había estallado por el sitio que el sultán de ese país, Al-Yazid, había puesto a la ciudad de Ceuta, ciudad de la que fue nombrado comandante general, y en la que derrotó al sultán marroquí. Como resultado de esta victoria, el rey le ascendió en solo dos años a teniente general en 1793.

### Guerra del Rosellón (1793-1795)
Tomó el mando en Navarra bajo las órdenes de Ventura Caro, donde expulsó a los franceses del valle de Roncal. De Navarra se dirigió a Cataluña, donde los franceses habían penetrado en territorio español. Después de no muchos éxitos del conde de la Unión, y tras decaer la moral del ejército debido al retraso en los pagos, Carlos IV le nombró Capitán General de Cataluña y presidente de la Real Audiencia.
Después de pagar lo que se debía a sus soldados y movilizar a la población en migueletes y somatén, Urrutia venció decisivamente el 26 de mayo-11 de junio de 1795 en la batalla del castillo de Pontós y el 14 de junio en el río Fluvià, recuperando Puigcerdá y Bellver de Cerdaña, expulsando prácticamente a los franceses de España. Estas victorias facilitaron la Paz de Basilea.
Llegada la paz, fue ovacionado y vitoreado por la opinión pública a causa de sus victorias, ante lo cual el Rey le nombró Capitán General de los Reales Ejércitos. Su fama y prestigio llegaron tan lejos, que Goya le retrató a iniciativa del duque de Osuna en una obra que hoy se conserva en el Museo del Prado (adquirida por el Estado en 1898).

### Oposición a Godoy
Urrutia fue nombrado en diciembre de 1797 Ingeniero General del Ejército español, desde donde dio vida al Cuerpo de Ingenieros Militares, fue nombrado Consejero del Tribunal Supremo de Guerra y primer director del Museo de Artillería. En 1799 fue nombrado comandante general interino del Real Cuerpo de Artillería. Del mismo modo, el Rey le ofreció un título de Castilla y la Grandeza de España para su mayor gloria y la de sus descendientes, a lo que Urrutia se negó, ya que era soltero y no tenía hijos, además por su falta de tiempo y dinero para honrar tamaña distinción. Carlos IV ante esta negativa, le encomendó el Campo de Almodóvar en la Orden de Calatrava y le nombró Inspector de Tropas de las Indias con la frase "pues menos tiempo vas a tener ahora" en clara alusión a su negativa al título nobiliario que el Rey le ofreció.
En 1797 fue nombrado Capitán General de Extremadura, para que informase de los movimientos de los buques ingleses en los puertos de Portugal. También en 1797 recibe la distinción de Padre del Señorío de Vizcaya por parte de las autoridades provinciales, habiendo recibido ya en 1788 la distinción de alcalde honorario de la villa de Valmaseda, ciudad en la que aprendió sus primeras letras. Preparándose para volver a América, recibió la orden del primer ministro del Rey, Manuel Godoy, de acompañarle a la Guerra de las Naranjas contra Portugal. Urrutia no sentía simpatía por el valido. Formaba parte del llamado partido católico, se le tenía por anglófilo, se oponía al despotismo ministerial y consideraba que la guerra contra Portugal era injusta, así que rechazó el encargo, prefiriendo desarrollar sus proyectos en América. Como resultado de la antipatía mutua que se tenían, Godoy expulsó a Urrutia de los Reales Sitios en 1801 a Sevilla. Recibió un perdón del Rey, donde éste le nombraba Capitán General de Valencia, pero fue revocado por Godoy solo un mes después. Después del éxito de Godoy en la Guerra de las Naranjas, se le concedió el permiso para volver a la capital, donde ostentó el cargo de presidente de la Junta y defensa de las Indias.

### Muerte

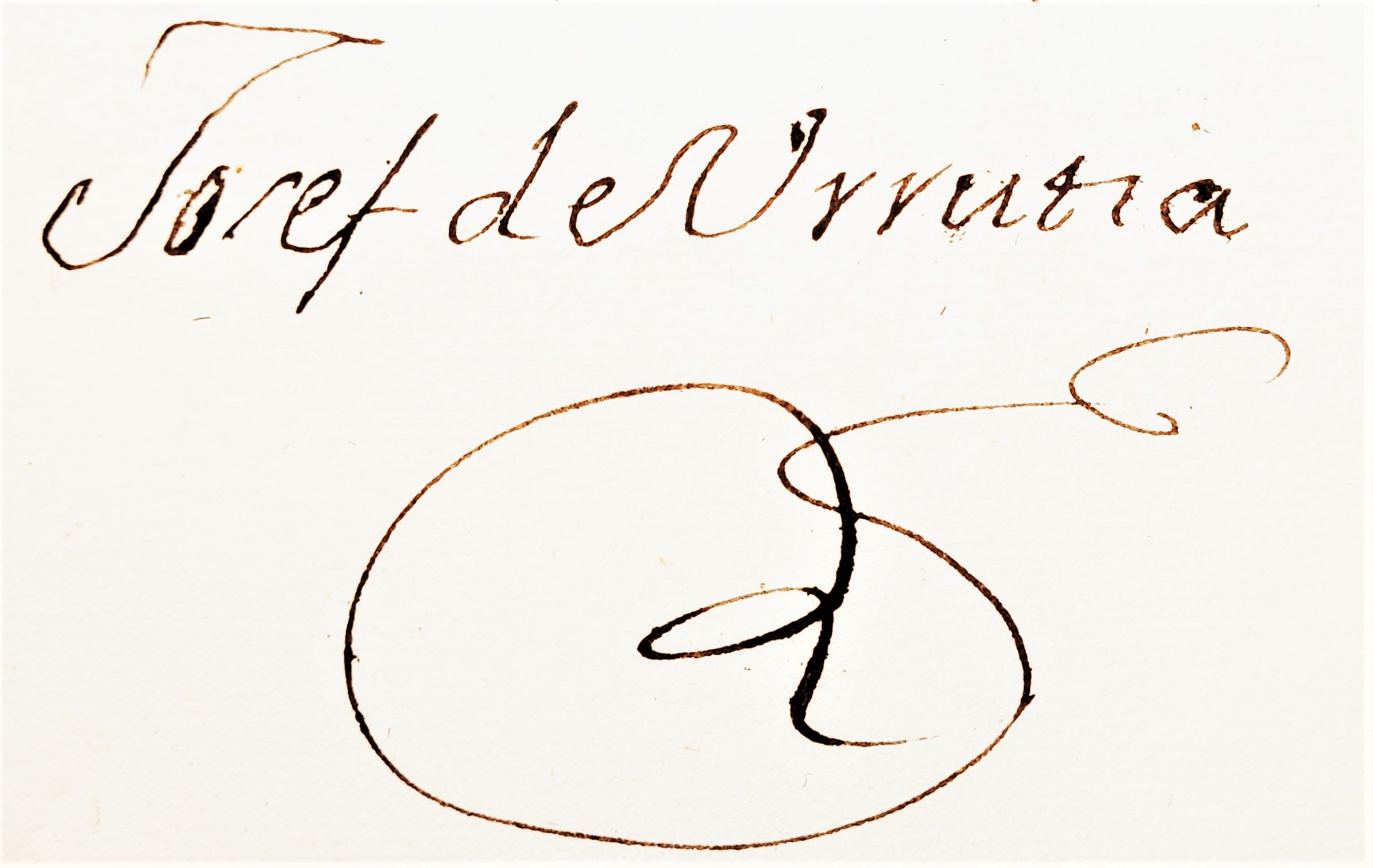
Firma de José de Urrutia y de las Casas

Murió el 1 de marzo de 1803 en Madrid a las cuatro y media de la tarde, siendo enterrado en la Iglesia de Santa María de la Almudena. Legó sus propiedades a su sobrina María de Uría, que le atendió hasta su muerte, y sus numerosos escritos sobre su vida se conocen gracias a su sobrino José de Uría y Alcedo, obras de poliorcética, tratados de artillería, obras tácticas, descripciones topográficas, memorias de campaña y proyectos de academias militares, algunos de los cuales se conservan en el Museo Británico, en el Museo del Ejército español y otros se han perdido.

## Méritos

### Condecoraciones
- Alcalde honorario de la Villa de Valmaseda (1788)
- Padre del Señorío de Vizcaya (1797)
- Caballero 4.ª clase de la Orden de San Jorge ( Imperio ruso). (1789)
- Espada de Oro al Mérito  ( Imperio ruso). (1789)
- Comendador de Almodóvar del Campo en la Orden Militar de Calatrava ( España). (1800)
- Gran Cruz de la Real y Muy Distinguida Orden de Carlos III ( España). (1802)

### Cargos
- Comandante de Algeciras (1783)
- Comandante general de Ceuta (1790)
- Capitán general de Cataluña y presidente de la Real Audiencia de Cataluña (1794)
- Capitán general de Extremadura (1797)
- Ingeniero general de los Reales Ejércitos, Plazas y Fronteras (1797)
- Fundador del Cuerpo de Ingenieros Militares (1797)
- Consejero del Tribunal Supremo de Guerra (1797)
- Fundador y director del Museo de Artillería (1797)
- Director y Coronel General interino del Real Cuerpo de Artillería (1799)
- Inspector general de las Indias de los Cuerpos de Artillería e Ingenieros (1797)
- Presidente de la Junta de Defensa de las Indias (1801)

## El cuadro
Goya sitúa al General sobre un fondo montañoso, seguramente como alegoría de sus orígenes vascos o por sus victorias en la Guerra de la Convención, desarrollada en los Pirineos. Porta en su mano derecha un catalejo y en la izquierda un bastón y el sombrero de tres picos. En la solapa de su casaca únicamente luce la condecoración rusa de San Jorge. Goya intenta plasmar la personalidad del retratado iluminando más las piernas y el tronco que el rostro del General, ya que éste siempre tuvo la intención de pasar desapercibido, pero a su vez otorga colores muy vivos a su uniforme, que dan gran alegría al retrato.
- Nombre del cuadro: El General José de Urrutia.
- Autor: Francisco de Goya.
- Fecha: h. 1798.
- Estilo: Neoclasicismo.
- Tipo: Óleo sobre lienzo.
- Medidas: 199 cm-133 cm.
- Ubicación: Museo del Prado, Madrid, España.